# Xumishan-Grotten

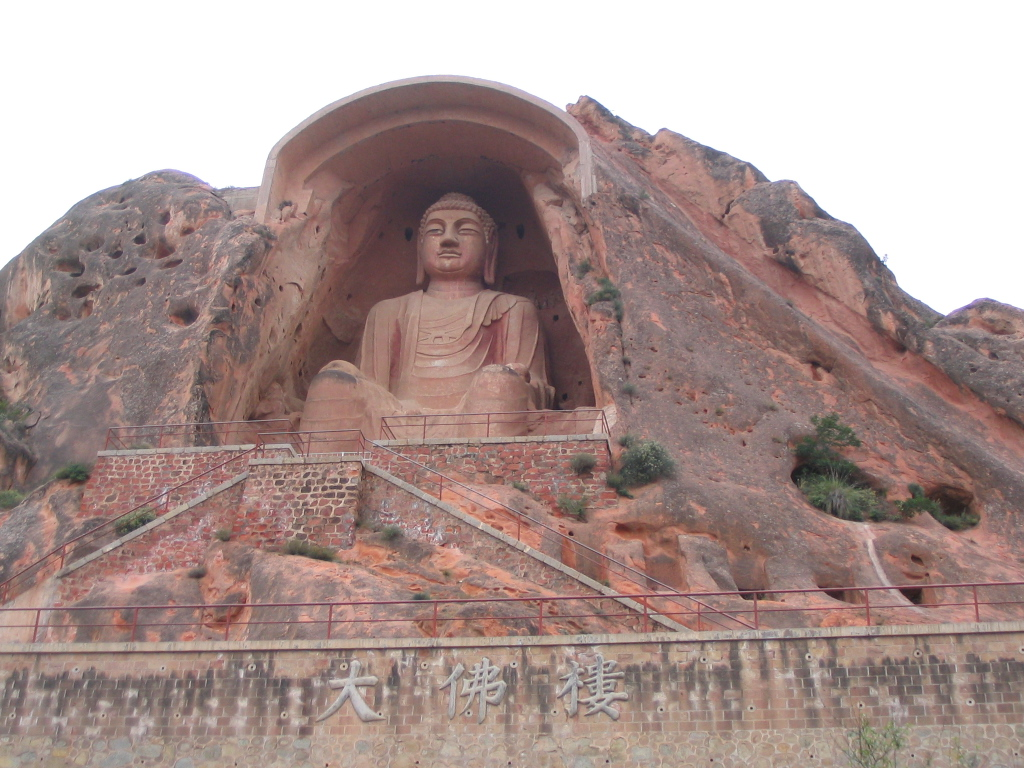
Statue des sitzenden Buddha Shakyamuni (Shijia zuoxiang)

Die Xumishan-Grotten (chinesisch 須彌山石窟 / 须弥山石窟, Pinyin Xūmíshān shíkū, W.-G. Hsü-mi-shan shih-k'u, englisch Xumishan Grottoes / Mount Sumeru Grottoes) im Autonomen Gebiet Ningxia der Hui-Nationalität, China, sind eine Reihe von ab der späten Zeit der Nördlichen Wei-Dynastie (386–534) bis in die Sui- und Tang-Dynastie (581–907) gegrabenen buddhistischen Höhlentempeln. Sie liegen nordwestlich der Stadt Guyuan (固原) auf dem Osthang des Berges Xumi (须弥山,  Xumishan), wobei der Name im Buddhismus den Berg Sumeru bzw. Meru bezeichnet.
Die Grotten sind insgesamt über zwei Kilometer lang und verteilen sich über fünf Berggipfel. Von den über 140 Grotten sind über zwanzig relativ vollständig erhalten, darunter 70 mit buddhistischen Steinschnitzereien. In den Grotten sind viele historische Inschriften erhalten. Die Statue des sitzenden Buddha Shakyamuni (Shijia zuoxiang) hat eine Höhe von 25 Metern.
Seit 1996 steht die Stätte auf der Liste der Denkmäler der Volksrepublik China in Ningxia (2—12).